# Valdeprado del Río
Valdeprado del Río és un municipi de la Comunitat Autònoma de Cantàbria. Es troba en la comarca de Campoo-Los Valles i limita al nord amb Campoo de Enmedio i Las Rozas de Valdearroyo, al sud amb Valderredible, a l'oest amb Valdeolea i la província de Palència i a l'est amb la província de Burgos.

## Localitats
- Aldea de Ebro/Aldea d'Ibre, 5 hab.
- Arcera, 19 hab.
- Arroyal (Capital), 55 hab.
- Barruelo/Barruelu, 28 hab, dels que 7 viuen a Montes Claros.
- Bustidoño/Bustodoñu, 12 hab.
- Candenosa, 6 hab.
- Hormiguera, 33 hab.
- Laguillos/Llaguillos, 8 hab.
- Matalaja, 16 hab.
- Mediadoro/Mediadoru, 9 hab.
- Reocín de los Molinos, 15 hab.
- San Andrés, 24 hab.
- San Vitores, 12 hab.
- Sotillo, 20 hab.
- Valdeprado del Río, 29 hab.

## Demografia
| 1900  | 1910  | 1920  | 1930  | 1940  | 1950  | 1960  | 1970  | 1980 | 1990 | 2000 | 2007 |
| ----- | ----- | ----- | ----- | ----- | ----- | ----- | ----- | ---- | ---- | ---- | ---- |
| 2.631 | 2.539 | 2.447 | 2.381 | 2.199 | 2.085 | 1.390 | 1.007 | 560  | 429  | 312  | 324  |

Font: INE

## Administració
| Eleccions municipals, 25 de maig de 2003 |      |        |          |
| Partit                                   | Vots | %      | Regidors |
| PP                                       | 178  | 64,49% | 5        |
| PSOE                                     | 56   | 20,29% | 1        |
| PRC                                      | 40   | 14,49% | 1        |

| Eleccions municipals, 27 de maig de 2007 |      |        |          |
| Partit                                   | Vots | %      | Regidors |
| PP                                       | 155  | 57,84% | 4        |
| PSOE                                     | 72   | 26,87% | 2        |
| PRC                                      | 38   | 14,18% | 1        |